# إيزوبل بلاك
إيزوبل بلاك (بالإنجليزية: Isobel Black)‏ هي ممثلة بريطانية، ولدت في 15 ديسمبر 1943 في اسكتلندا في المملكة المتحدة. من الجوائز التي نالتها ميدالية الإمبراطورية البريطانية ‏.

## جوائز
- ميدالية الإمبراطورية البريطانية [الإنجليزية]‏

## وصلات خارجية
- إيزوبل بلاك على موقع IMDb (الإنجليزية)
- إيزوبل بلاك على موقع ألو سيني (الفرنسية)
- إيزوبل بلاك على موقع أول موفي (الإنجليزية)
- إيزوبل بلاك على موقع قاعدة بيانات الأفلام السويدية (السويدية)
- إيزوبل بلاك على موقع قاعدة بيانات الفيلم (الإنجليزية)
- إيزوبل بلاك على موقع كينوبويسك (الروسية)